# Colias tyche
Colias tyche is een vlindersoort uit de familie van de Pieridae (witjes), onderfamilie Coliadinae.
Colias tyche werd in 1812 beschreven door Böber.